# 2000 في تركيا
فيما يلي قوائم الأحداث التي وقعت خلال عام 2000 في تركيا.

## سياسة

### تعيين في المنصب
- 16 مايو – أحمد نجدت سيزر رئيس تركيا.

### انتهاء فترة المنصب
- 16 مايو – سليمان دميرل رئيس تركيا.

## رياضة
- 12 نوفمبر – أولمبياد الشطرنج 2000 الفائز روسيا.

## أفلام
من الأفلام التي صدرت هذه السنة في تركيا:
- 1 يناير – في تموز من إخراج فاتح اكين.

## برامج ومسلسلات وأنمي
- وادي الذئاب

## مواليد

### يناير
- 1 يناير – إبراهيم قالين

### مارس
- 28 مارس – ألينا تيلكي مغنية تركية.[1]

### سبتمبر
- 5 سبتمبر – سيرين أكايا لاعبة كرة قدم تركية.

## وفيات

### يناير
- 1 يناير – محمد علي باي (مواليد 1874)

### فبراير
- 17 فبراير – عفت بنت محمد بن سعود الثنيان آل سعود (مواليد 1916)

### أكتوبر
- 8 أكتوبر – شكرية أتاف (مواليد 1917) ممثلة تركية.

### نوفمبر
- 16 نوفمبر – أحمد كايا (مواليد 1957)